# Benz (bei Wismar)
Benz ist eine Gemeinde im Nordosten des Landkreises Nordwestmecklenburg in Mecklenburg-Vorpommern (Deutschland). Die Gemeinde wird vom Amt Neuburg mit Sitz in der gleichnamigen Gemeinde verwaltet.

## Geografie
Die Gemeinde Benz östlich der Hansestadt Wismar liegt in einem leicht hügeligen, waldreichen Gebiet.
Umgeben wird Benz von den Nachbargemeinden Neuburg im Norden, Züsow im Osten, Neukloster im Südosten, Zurow im Süden sowie Hornstorf im Westen.
Zu Benz gehören die Ortsteile Gamehl, Goldebee, Kalsow und Warkstorf.

## Geschichte
Benz wurde vom Heiligen-Geist-Stift in Wismar gegründet; die anderen heutigen Ortsteile waren ursprünglich Gutshöfe. Der Sitz des ehemaligen Kirchspieles befand sich in Goldebee (1321 erstmals urkundlich erwähnt). Auf dem Preensberg befand sich bis 1385 eine Motte des Ritters Heinrich von Bülow gen. Grotekop; sie wurde in einer Strafaktion durch Lübeck gegen mecklenburgische Landadlige wegen von diesen begangenen Straßenraubs zerstört. Der Name Preensberg deutet auf die Familie der Ritter von Preen als Vorbesitzer hin. Dieser Platz war vermutlich schon in slawischer Zeit besiedelt. Preensberg als Ortsteil ist seit 1970 devastiert und wurde anschließend geräumt.

Das Gemeindegebiet ist nach wie vor landwirtschaftlich geprägt.
In Kalsow entstand ein modernes Altenpflegeheim.
Gamehl war über 600 Jahre der Stammsitz derer von Stralendorff. 1860 ließ Franz von Stralendorff (* 1805; † 1883) das heutige Herrenhaus Gamehl im neogotischen Stil errichten.
Am 1. Juli 1950 wurde die bisher eigenständige Gemeinde Goldebee eingegliedert.

## Politik

### Dienstsiegel
Die Gemeinde verfügt über kein amtlich genehmigtes Hoheitszeichen, weder Wappen noch Flagge. Als Dienstsiegel wird das kleine Landessiegel mit dem Wappenbild des Landesteils Mecklenburg geführt. Es zeigt einen hersehenden Stierkopf mit abgerissenem Halsfell und Krone und der Umschrift „GEMEINDE BENZ • LANDKREIS NORDWESTMECKLENBURG“.

## Sehenswürdigkeiten
- Neugotisches Herrenhaus Schloss Gamehl von 1860 nach Plänen von Heinrich Thormann für Franz von Stralendorff; seit 2008 Hotel
- Dorfkirche Goldebee der Backsteingotik aus dem 15. Jahrhundert mit klassizistischen Westturm von 1848 ohne Turmhelm
- Hallenhaus im Ortsteil Kalsow
- Alte reetgedeckte Häuser in Benz und Kalsow
- Gutshaus in Warkstorf von um 1695 bis 1750 als zweigeschossiger stark umgebauter Backsteinbau mit Mittelrisalit und Krüppelwalmdach

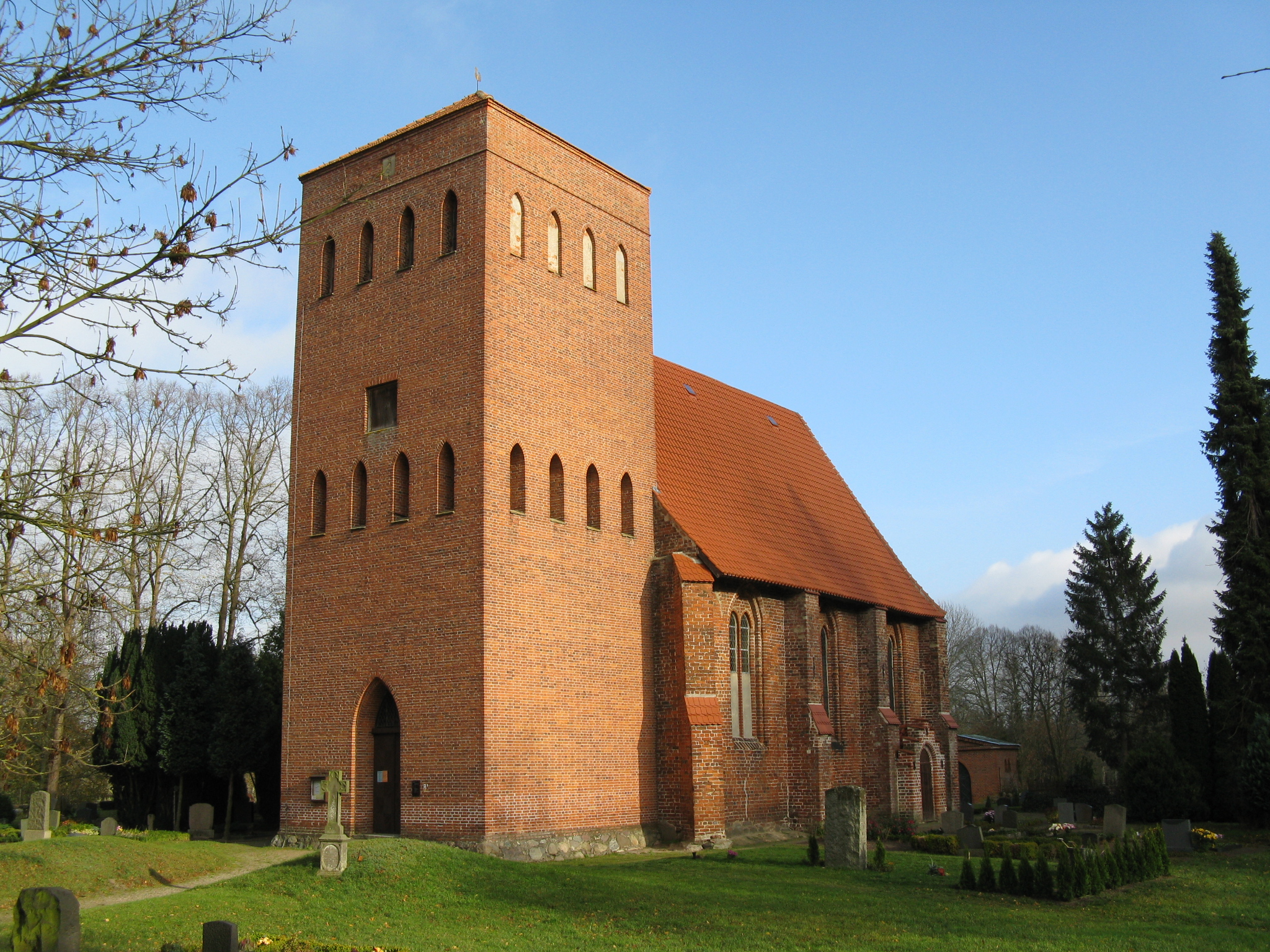
Dorfkirche in Goldebee
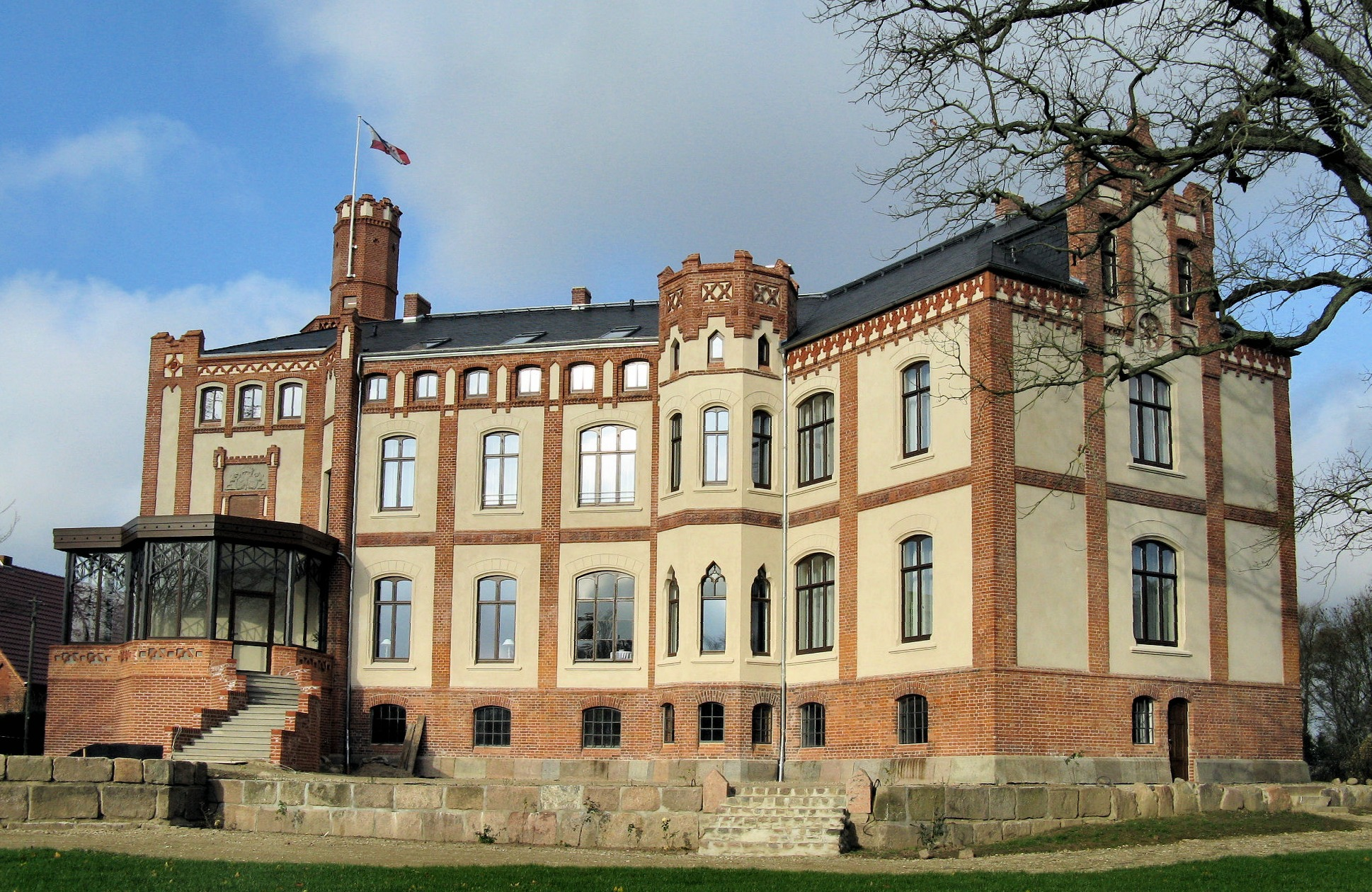
Herrenhaus Schloss Gamehl

## Verkehrsanbindung
Zwischen den Ortsteilen Benz und Kalsow verläuft die B 105 (Wismar–Rostock). Das Kreuz Wismar (A 20/A 14) ist etwa sechs Kilometer von Benz entfernt. Der Haltepunkt Kalsow befindet sich an der Bahnstrecke Wismar–Rostock.